# Sully – Morland (stanice metra v Paříži)
Sully – Morland je nepřestupní stanice pařížského metra na lince 7 ve 4. obvodu v Paříži. Nachází se na křižovatce Quai des Célestins a Boulevard Henri-IV.

## Historie
Stanice byla otevřena 3. června 1930 při prodloužení linky ze sousední stanice Pont Marie. 26. dubna 1931 byl otevřen tunel pod Seinou spolu s úsekem Sully – Morland ↔ Place Monge, čímž byly propojeny severní a jižní část linky 7.

## Název
Stanice při svém otevření nesla název Pont Sully podle nedalekého mostu pojmenovaném po ministrovi krále Jindřicha IV. Maximilienu de Béthune, baronu de Rosny, vévodovi de Sully (1559-1641). Později se jméno stanice změnilo do dnešní podoby, když se připojila druhá část Morland, což je název nedalekého bulváru, který nese jméno po Françoisi Louisovi de Morlan řečeném Morland (1771-1805), plukovníkovi myslivecké gardy, který padl v bitvě u Slavkova.